# Campylomyza abjecta
Campylomyza abjecta är en tvåvingeart som beskrevs av Boris Mamaev 1998. Campylomyza abjecta ingår i släktet Campylomyza och familjen gallmyggor. Inga underarter finns listade i Catalogue of Life.